# Zhang Zao
Pour les articles homonymes, voir Zao.
Zhang Zao ou Chang Tsao ou Tchang Tsao, peintre chinois du VIIIe siècle. Ses dates de naissance et de décès ne sont pas connues.

## Biographie
Zhang Zao est un peintre de paysages, inspiré et excentrique, dont l'activité se situe à la seconde moitié du VIIIe siècle, qui, avec Wang Wei, fait du paysage un mode d'expression lyrique, intime et excentrique à l'usage des lettrés. En effet, après Li Sixun et son paysage décoratif en or et azur, le paysage, sous l'impulsion d'artistes comme Wang Wei et Zhang Zao, se dépouille de ses couleurs pour tendre au contraire à exprimer par le seul moyen de l'encre tous les impondérables d'une expérience intérieure.
Secrétaire adjoint, bien connu dans les milieux lettrés de son époque, c'est un paysagiste renommé qui se jette, dit-on, dans un véritable état de transe lorsqu'il travaille. Il manie deux pinceaux à la fois, dessinant une branche pleine de vie avec l'un et un vieux tronc pourrissant avec l'autre. Quand on lui demande qui lui a transmis cette technique, il répond : « À l'extérieur, j'ai pris modèle sur la création, et au-dedans, j'ai trouvé la source de mon propre esprit. Il utilise un pinceau-estompe ou encore frotte avec sa main la fine soie blanche ». Critique d'art, Zhang Yanyuan précise qu'il sait se servir d'un pinceau en poil de lapin à la pointe dépouillée et qu'avec la paume de la main, il frotte les couleurs.
Vu de l'extérieur, c'est comme chaotique. Il joue avec l'encre, peut-on lire. Sa force défie la pluie et le vent : les branches coupées obliquement, leur aspect rugueux comme des écailles, répondent à sa pensée en toute liberté. Ses rochers sont pointus, on entend le grondement des eaux ; ses premiers plans sont oppressants. On reconnaît dans son attitude et ses procédés l'influence du bouddhisme Chan.

## Approches de la peinture chinoise
Voilà 2500 ans, sous la dynastie des Zhou orientaux, l'usage de l'encre et du pinceau est déjà si élaboré que le tracé fondamental des formes n'a guère évolué depuis lors. Les artistes, les philosophes et les critiques chinois débattent constamment du rôle et de la qualité de la peinture au long de son histoire si longue et si complexe. À ce jour, les travaux de la plupart des historiens de l'art caractérisent sa spécificité par l'interaction entre d'une part la tradition picturale et, de l'autre, la philosophie, la poésie, la calligraphie et d'autres formes culturelles. Les spécialistes chinois qui étudient la tradition picturale y discernent deux courant fondamentaux mais complexes : l'un attaché à la représentation détaillée et techniquement maîtrisée d'une scène ou d'un objet, et  l'autre à la représentation de son apparence objective et subjective.
La première approche est, dans une large mesure, associée aux peintres de cour, dont la maîtrise du pinceau et le style naturaliste culminent dans de nombreux arts, en particulier sous les Tang (618-907) et les Song (960-1279) ; la seconde approche est en grande partie associée aux artistes lettrés, dont les œuvres commencent à se répandre au début des Song. L'opposition n'est pas si tranchée. Toutefois, la part d'imaginaire et de spirituel dans la représentation au détriment du réalisme strict est au cœur de ce que la plupart des savants chinois considèrent comme caractéristique de la tradition picturale chinoise. « Il faut apprendre de la nature et peindre l'image dans son esprit », écrit le peintre Zhang Zao au huitième siècle,.

## Une réputation reconnue
Une tendance au non-conformisme émerge dès le milieu du huitième siècle. Élève de Zheng Qian (actif VIIIe siècle), Zhang Zao est considéré comme le peintre lettré le plus accompli de son époque ; un grand nombre d'écrivains Tang illustres, dont Zhang Yanyuan, Zhu Jingxuan, Bai Juyi, Fu Zai (mort en 813?) et Yuan Zhen mentionnent son immense réputation. On considère alors, qu'il surpasse tous les maîtres anciens et contemporains dans la peinture de pins et de rochers, et il montre les mêmes talents dans ses compositions de vastes paysages – « conférant une beauté luxuriante tant aux hauteurs qu'aux basses terres, et superposant profondeur sur profondeur à l'intérieur d'un espace de trois ou quatre centimètres ».

## Démonstration racontée
Fu Zai décrit de façon vivante son œuvre et sa manière de peindre. Il rapporte qu'un jour Zhang se rend à un banquet sans y avoir été convié. Demandant brusquement de la soie neuve à l'hôte, il déploie son art extraordinaire devant vingt-quatre invités.

Au beau milieu de la pièce, il s'assoit, les jambes étendues, respire profondément, et son inspiration commence à jaillir. L'assistance est autant médusée que si des éclairs zébraient le ciel ou qu'une tornade s'y déchaînait. Ravageant la soie, s'étirant, s'étalant dans toutes les directions, l'encre semble fuser de son pinceau ailé. Il frappe dans ses mains avec un bruit de craquement. Se divisant et s'assemblant, d'étranges formes naissent soudain. Enfin terminée, des pins se dressent, squameux et fendus, des escarpements abrupts et des précipices, des cours d'eau clairs et des nuages tourmentés. Il jette son pinceau, se relève, lance un regard circulaire. Il semble que le ciel se soit éclairci après un orage, pour révéler la véritable essence de dix mille choses,.

## Tradition perpétuée
Li Sixun et son fils Li Zhaodao, de l'École du Nord, font de la peinture de paysage, et la tradition est perpétuée à la dynastie des Song par Zhao Gan, Zhao Boju, Zhao Bosu (frère cadet de Zhao Boju, XIIe siècle), Ma Yuan et Xia Gui. Wang Wei, de l'École du Sud, peint à l'encre claire, changeant ainsi la manière d'exécuter certains traits. Sa méthode est suivie par Zhang Zao, Jing Hao, Guan Tong, Dong Yuan, Juran, Guo Zhongshu, Mi Fu et son fils Mi Youren, de même que par les Quatre Maîtres de la peinture Yuan, Huang Gongwang, Wu Zhen, Ni Zan et Wang Meng. Dans le bouddhisme, durant cette même période, de nombreux disciples de Huineng et les Six Maîtres du Chan, dont Mazu, Yunmen (en) et Linji, appartiennent à l'École  Chan du Sud, et pendant qu'elle prospère, l'École du Nord décline.

## Encres et paysages éclaboussés
Zhang Zao, fonctionnaire d'un certain rang vers la fin du VIIIe siècleémerveille ses contemporains par l'étrangeté de sa manière de peindre. Quand il peint des pins et des rochers, il utilise des pinceaux usés ou frotte la toile de ses mains. Il obtient n'importe quel prix de ses peintures. Inquiet de ce succès insolite, le peintre des pins et des rochers le plus réputé de l'époque, Bi Hong, lui demande à qui il doit ses méthodes : « À l'extérieur, répond Zhang Zao, je me mets à l'école de la création. À l'intérieur, je capte la source de mon propre esprit ». Bi Hong met alors son pinceau de côté. Peut-on prétendre égaler un peintre qui rejoint la vie à son point de jaillissement ? Zhang Zao travaille avec une liberté totale, aussi peut-il manier deux pinceaux à la fois.
À le voir travailler ainsi, le poète Fu Zai conclut : « Ceci n'est plus de la peinture, c'est le Dao lui-même qui opère. Ce que la main réalise répond à ce que lui dicte le cœur ». Avec ce texte de Zhuangzi le geste de Zhang Zao est en parfaite correspondance. Mais, en répondant à Bi Hong, ce grand artiste ne s'inspire-t-il pas du Chan ? Capter la source de l'esprit n'est-ce pas « regarder l'esprit »  en retournant sa vision vers le centre absolu, l'essence indifférenciée qui est pure vie, lumière originaire. La vision parfaite s'obtient par une « introversion de l'esprit dirigée sur l'esprit lui-même en tant qu'esprit transcendant, en dehors de toute dualité sensible ».
Peindre est l'acte d'un esprit unifié. Comme la danseuse Gongsun, le calligraphe Zhang Xu et le peintre Wu Daozi, Zhang Zao semble doté d'un pouvoir universel de réalisation qu'il puise à la source. La technique de Zhang Zao est inimitable. Dans l'élan du vol, son pinceau semble cracher l'encre et des formes insolites surgissent. Il semble encore que Zhang Zao pousse plus loin que Wang Wei le don de faire « naître d'étranges merveilles à la pointe de son pinceau ». Il peint au lavis en « rompant »  (Rythme spirituel : qiyun) par des touches d'encre sombres le fond pâle du lavis. La trace du coup de pinceau doit rester invisible sans que cesse de s'exercer l'activité structurante du trait.
Le pinceau et l'encre sont entre eux comme le Yang et le Yin, leur mode d'activité est opposé et complémentaire. « Zhang Zao peint des arbres et des rochers animés par le qi ‹le souffle, l'esprit› et le Yun ‹la résonance› à la fois. Grâce au maniement parfait du pinceau et de l'encre, il obtient des effets d'une extrême subtilité. Il attache peu d'importance aux cinq couleurs ». Il sait qu'en mettant à profit les variations infinies de l'encre, on peut obtenir des effets sans cesse nouveaux.